# クインシー・エイシー
クインシー・エイシー (Quincy Jyrome Acy 1990年10月6日 - )は、アメリカ合衆国テキサス州タイラー出身の元バスケットボール選手。バスケットボール指導者。

## 来歴
ベイラー大学で4年間プレーし、2012年のNBAドラフトで37位でトロント・ラプターズから指名された。
2013年12月9日、大型トレードでサクラメント・キングスに移籍。

2014年8月、ニューヨーク・ニックスに移籍した。
2016年7月14日、ダラス・マーベリックスと契約。11月17日に解雇された。解雇後傘下のテキサス・レジェンズに送られ、28日にロサンゼルス・ディーフェンダーズに移籍した。
2017年1月10日、ブルックリン・ネッツと10日間契約を結んだ。1月20日に2度目の10日間契約を結び1月30日に複数年契約を結んだ。

### ユーロリーグでのキャリア(2019-2020,2021-2022)
2019年7月31日、ユーロリーグとイスラエル・バスケットボール・プレミアリーグに所属するマッカビ・テルアビブBCとの契約が発表された。
ユーロリーグでは27試合に出場し、1試合平均19.0分の出場で、4.8得点、3.5リバウンド、フリースロー成功率80%、国内リーグでは19試合に出場し、1試合平均24.9分の出場で、10.9得点、5.9リバウンド、1.5アシストという成績を残した。
2021年11月3日、ユーロリーグとギリシャ・バスケットリーグに所属するオリンピアコスBCとの契約が発表された。